# Hyporthodus
Hyporthodus là một chi cá biển thuộc phân họ Epinephelinae nằm trong họ Cá mú. Hầu hết các loài trong chi này được chuyển qua từ chi Epinephelus.

## Các loài
Có 14 loài được xếp vào trong chi Hyporthodus:
- Hyporthodus acanthistius (Gilbert, 1892)
- Hyporthodus darwinensis (Randall & Heemstra, 1991)
- Hyporthodus ergastularius (Whitley, 1930)
- Hyporthodus exsul (Fowler, 1944)
- Hyporthodus flavolimbatus (Poey, 1865)
- Hyporthodus haifensis (Ben-Tuvia, 1953)
- Hyporthodus mystacinus (Poey, 1852)
- Hyporthodus nigritus (Holbrook, 1855)
- Hyporthodus niphobles (Gilbert & Starks, 1897)
- Hyporthodus niveatus (Valenciennes, 1828)
- Hyporthodus octofasciatus (Griffin, 1926)
- Hyporthodus perplexus (Randall, Hoese & Last, 1991)
- Hyporthodus quernus (Seale, 1901)
- Hyporthodus septemfasciatus (Thunberg, 1793)